# Artur Möller
Ernst Artur Julius Möller, född 23 februari 1883 i Lund, död 9 augusti 1940 i Stockholm, var en svensk författare.

## Biografi
Föräldrar var lektorn Julius Möller och Ida Körner. Han tog studentexamen 1900 och blev filosofie kandidat vid Lunds universitet 1902. Åren 1904-1906 var han statsanställd tjänsteman. 
Han blev därefter tidningsman och arbetade på Stockholmsredaktionen av Hvar 8 Dag 1907-1908, var redaktör för  Varia 1908, Figaro 1911–1912, 1914 och 1916. Möller var kåsör i pressen, med signaturer som exempelvis Au revoir och Ewert van Horn med flera. Under tiden 1914-1930 var han frilansmedarbetare vid Stockholms-Tidningen.
Möller var en populärförfattare av romaner främst för en bildad kvinnlig läsekrets av romaner som utspelas i en borgerlig miljö. Han var även en själfull och elegant lyriker. 
Han var gift två gånger, hade två barn i vardera äktenskapet och är begravd på Norra begravningsplatsen i Solna kommun.

### Skönlitteratur
- Sena tiders barn. Stockholm: Bonnier. 1904. Libris 1727846
- Förbrutet och ett par moderna novelletter. Stockholm: Bonnier. 1907. Libris 1616193
- Det hvita djuret : fyra utkast. Stockholm: Bonnier. 1907. Libris 1616192
- Minnena : elegier och epigram. Stockholm: Bonnier. 1909. Libris 1616195 - Omslagstitel: Ett dikturval.
- Nutidsmän : elfva noveller. Stockholm: Bonnier. 1909. Libris 1616196
- Kroppens komedier : tretton noveller. Stockholm: Bonnier. 1910. Libris 1616194
- För båda könen : satirer och kåserier / af Au Revoir. Stockholm: Bonnier. 1911. Libris q00dkc0nn91l4tgs Fulltext: Göteborgs universitetsbibliotek, Litteraturbanken.
- Den gula paviljongen : noveller med sordin. Albert Bonniers 25-öresböcker ; 12. Stockholm: Bonnier. 1912. Libris 1637540
- Hemmet för min dröm : elegier och epigram. Stockholm: Norstedt. 1912. Libris 1637544
- Studentsynder : en ungdomsbok. Stockholm: Bonnier. 1912. Libris 1637547 - Dansk översättning 1917: Studentersynder : en Ungdomsbog. - Finsk översättning 1919:Ylioppilassyntejä : suomennos. - Ungersk översättning 1929: Diákkaland : elbeszélések.
- Ansikten : noveller. Stockholm: Bonnier. 1913. Libris 1637539
- Fröken Viola och societén : en Stockholmsnovell. Stockholm: Bonnier. 1913. Libris 1637543
- Krigsåret 1918 : en svensk sjöofficers äventyr / av Ewert van Horn. Stockholm: Dahlberg. 1914. Libris 1634828
- Den osynliga fienden : krigsroman / av Ewert van Horn. Stockholm: Dahlberg. 1914. Libris 1634827
- Polen i brand : krigsroman / av Ewert van Horn. Stockholm: Dahlberg. 1914. Libris 1634829 - Norsk översättning 1915: Polen i brand : krigsroman
- Don Juans synd m.fl. noveller. Stockholm: B. Wahlström. 1915. Libris 1637542
- Herrarnas tvenne språk och några andra satirer. Stockholm: Bonnier. 1915. Libris 1637545
- Normalskjortor : 149 valda sidor. Stockholm: Bonnier. 1915. Libris 1637546
- Den stupida Mammon. Stockholm: Bonnier. 1915. Libris 1637541
- Dödsexpressen : antikrigsnoveller. Stockholm: Sv. andelsförl. 1916. Libris 1656373
- Eros i målbrottet. Stockholm: Bonnier. 1916. Libris 1656375
- Livets rätt. Stockholm: B. Wahlström. 1916. Libris 1656376
- Lastens belöning : m.fl. noveller. Stockholm: Wahlström. 1917. Libris 2928913
- Passion : roman. Stockholm: Dahlberg. 1917. Libris 1656378
- Avsked till ungdomen : dikter. Stockholm: Dahlberg. 1918. Libris 1656371
- En fåvitsk jungfru : en roman från Stockholms frihetstid. Stockholm: Dahlberg. 1918. Libris 1656374
- Möten. Stockholm: Dahlberg. 1919. Libris 1656377
- Sent : roman. Stockholm: Dahlberg. 1920. Libris 1656379
- Bonneval Pascha : en ärans kavaljer. Stockholm: Åhlén & Åkerlund. 1921. Libris 1475602
- Tage Bruuns nattliga promenad. Stockholm: Åhlén & Åkerlund. 1921. Libris 1475610
- Femton år. Ett liv ; 1. Stockholm: Åhlén & Åkerlund. 1922. Libris 1797731
- Hans tre sommarbrudar. Stockholm: Åhlén & Åkerlund. 1922. Libris 1475607
- Vårvindar friska : [studentnoveller] / bidrag av Frank Heller, Mari Mihi, Artur Möller, Waldemar Swahn, Karl Hj. Lundgren, Pehr Widegren, Knut Stangenberg. Studentkalendern ; 1922. Stockholm: Åhlén & Åkerlund. 1922. Libris 1484683
- Sedligheten från U.S.A. och andra historietter. Stockholm: Åhlén & Åkerlund. 1923. Libris 1475608
- Den vita fjärilen. Ett liv ; 2. Stockholm: Åhlén & Åkerlund. 1923. Libris 1797730
- Bara du och jag : historietter och kåserier. Stockholm: J. Zetterlund. 1924. Libris 1475601
- Eros och Nemesis : noveller. Stockholm: Sv. andelsförl. 1924. Libris 1475606
- Solbadet och andra historietter. Stockholm: Åhlén & Åkerlund. 1924. Libris 1475609
- Branden. Stockholm: Sv. andelsförl. 1925. Libris 1475603
- Den stora vinsten och andra historietter. Stockholm: Åhlén & Åkerlund. 1925. Libris 1475604
- Herdinnan i Norden : roman från rococons tidevarv. Stockholm: Skoglund. 1926. Libris 1340623
- Två äktenskap och andra noveller. Stockholm: Sv. andelsförl. 1926. Libris 1340626
- Lyckodagen och andra novelletter. Stockholm: Åhlén & Åkerlund [Bonnier]. 1927. Libris 1340624
- Diademet och andra noveller. Stockholm: Åhlén & Åkerlund [Bonnier]. 1928. Libris 1340621
- Mannen på piedestalen : noveller. Stockholm: B. Wahlström. 1929. Libris 1340625
- Exprinsens erövringar : roman. Stockholm: B. Wahlström. 1930. Libris 1340622
- Skönhetsinstitutet Freja : roman från 1920-talets Stockholm. Stockholm: Saxon & Lindström. 1931. Libris 1349490
- Hans tre sommarbrudar. Stockholm: förf. 1934. Libris 1349487
- Passion : roman. Stockholm: B. Wahlström. 1934. Libris 1349488
- Rasförrädare : roman. Stockholm: Axel Holmström. 1934. Libris 1349489
- Den förseglade kärleken och andra noveller. Stockholm: Bonnier. 1936. Libris 1373770

### Varia
- Hur afskaffas prostitutionen?. Ur det moderna samhällslifvet ; 23. Stockholm: Bonnier. 1902. Libris 1463857
- Vem är en gentleman?. Stockholm: Dahlberg. 1917. Libris 1656381
- Boken om Henning Berger : en minnesgärd av hans vänner. Stockholm: Sv. bokhandelsmedhjälpareföreningen. 1924. Libris 909155
- Sigfrid Siwertz. Stockholm. 1932. Libris 2928915
- Svensk nazism. Stockholm: A. Holmström. 1935. Libris 1349491
- Härskarinnor och älskarinnor. Stockholm: Bonnier. 1937. Libris 1373771

### Översättare
- Wiegler, Paul (1928). Rött och svart : berömda diktare och kvinnor inför kärleken och döden. Stockholm: Wahlström & Widstrand. Libris 1337439. - Tyska originalets titel: Die grosse Liebe.

### Redaktör
- Unga poeter : ett urval af Sveriges yngsta lyrik. Stockholm: Bonnier. 1906. Libris 1616730
- Lundström, Georg (1910). Jörgenboken : ett urval af Jörgens tidningsartiklar. Stockholm: Bonnier. Libris 1615626
- Om jag vore stadsfullmäktig : 61 beska, ironiska, muntra och missmodiga uttalanden av sextioen stockholmare och stockholmskor. Stockholm: Dahlberg. 1915. Libris 8222649
- Boken om Henning Berger : en minnesgärd av hans vänner. Stockholm: Sv. bokhandelsmedhjälpareföreningen. 1924. Libris 909155